# اچ‌ام‌اس دوک ادینبرو
اچ‌ام‌اس دوک ادینبرو (به انگلیسی: HMS Duke of Edinburgh) یک کشتی بود که طول آن ۵۰۵ فوت ۶ اینچ (۱۵۴٫۱ متر) بود. این کشتی در سال ۱۹۰۴ ساخته شد.